# Michał Tarkowski
Michał Krzysztof Tarkowski (ur. 11 lipca 1946 w Warszawie) – polski aktor, scenarzysta i reżyser, współtwórca (razem z Januszem Weissem i Jackiem Kleyffem) grupy kabaretowej Salon Niezależnych.

## Życiorys
Otrzymał dyplom na Wydziale Architektury Politechniki Warszawskiej w 1974, a w 1979 ukończył studia na Wydziale Reżyserii PWSFTviT w Łodzi. W latach 70. współtworzył kabaret Salon Niezależnych. Następnie zajął się głównie działalnością filmową. Znany jest głównie z ról w takich filmach jak Człowiek z marmuru i Wodzirej.
Po prawie trzydziestu latach przerwy wrócił do wspólnej pracy artystycznej z Jackiem Kleyffem. W 2003 i 2004 roku wraz z Orkiestrą Na Zdrowie realizował spektakl „Kinoteatrzyk Jacka Kleyffa i Michała Tarkowskiego” w warszawskim Teatrze Studio.
Od 2003  roku do chwili obecnej  współpracuje z firmą CHRIS Turystyka i Rekreacja jako instruktor na obozach filmowych. Do 2010 roku jego podopieczni zrealizowali w sumie ponad 250 filmów krótkometrażowych.
Został odznaczony Krzyżem Oficerskim Orderu Odrodzenia Polski (2011).

## Filmografia

### Obsada
- 1972 – Iluminacja
- 1975 – Personel
- 1975 – Obrazki z życia jako Organizator koncertu
- 1976 – Blizna
- 1976 – Człowiek z marmuru jako Witek
- 1976 – Zaklęty dwór jako Żołnierz w szpitalu wojskowym
- 1977 – Poza układem jako Gwiazda, kierownik klubu
- 1977 – Rytm serca jako Pacjent
- 1977 – Wodzirej jako Romek
- 1979 – Kung-Fu jako Antek
- 1980 – Gorączka jako Lekarz
- 1980 – Laureat
- 1981 – Był jazz jako Redaktor Erwin
- 1981 – On, Ona, Oni jako Andrzej
- 1981 – W wannie
- 1983 – Nadzór jako lekarz w szpitalu
- 1986 – Bohater roku jako Romek Hawałka
- 1987 – Dorastanie (serial) jako siatkarz
- 1989 – Odbicia jako Choreograf
- 1990 – Kanalia jako Pigularz
- 2001 – Głośniej od bomb jako Wiesław
- 2001 – Quo vadis jako Sługa Petroniusza
- 2002 – Quo vadis jako Sługa Petroniusza
- 2004 – W dół kolorowym wzgórzem jako Wiktor
- 2008 – Kryminalni jako Bogdan Warski[2]
- 2009 – Zero jako pedofil
- 2010 – Lęk wysokości jako lekarz pogotowia

### Scenariusz i reżyseria
- 1982 – Koncert
- 2000 – Ogryzek i kwiat jabłoni